# Even Sapir
Even Sapir (hebrejsky אֶבֶן סַפִּיר‎, doslova „Safírový Kámen“, v oficiálním přepisu do angličtiny Even Sappir) je vesnice typu mošav v Izraeli, v Jeruzalémském distriktu, v oblastní radě Mate Jehuda.

## Geografie
Leží v nadmořské výšce 623 metrů na zalesněných svazích Judských hor. Severně od vesnice spadá terén do hlubokého údolí potoka Sorek. Na jihu od mošavu se zvedá východozápadní hřbet tvořený horami Har Ora, Har Aminadav a Har Salmon.
Obec se nachází 46 kilometrů od břehu Středozemního moře, cca 48 kilometrů jihovýchodně od centra Tel Avivu a cca 9 kilometrů západně od historického jádra Jeruzaléma. Even Sapir obývají Židé, přičemž osídlení v tomto regionu je etnicky převážně židovské. Pouze 4 kilometry severozápadně odtud ale leží vesnice Ajn Nakuba a Ajn Rafa a dál k severozápadu i město Abu Goš, které obývají izraelští Arabové.
Even Sapir je na dopravní síť napojen pomocí lokální silnice číslo 396.

## Dějiny

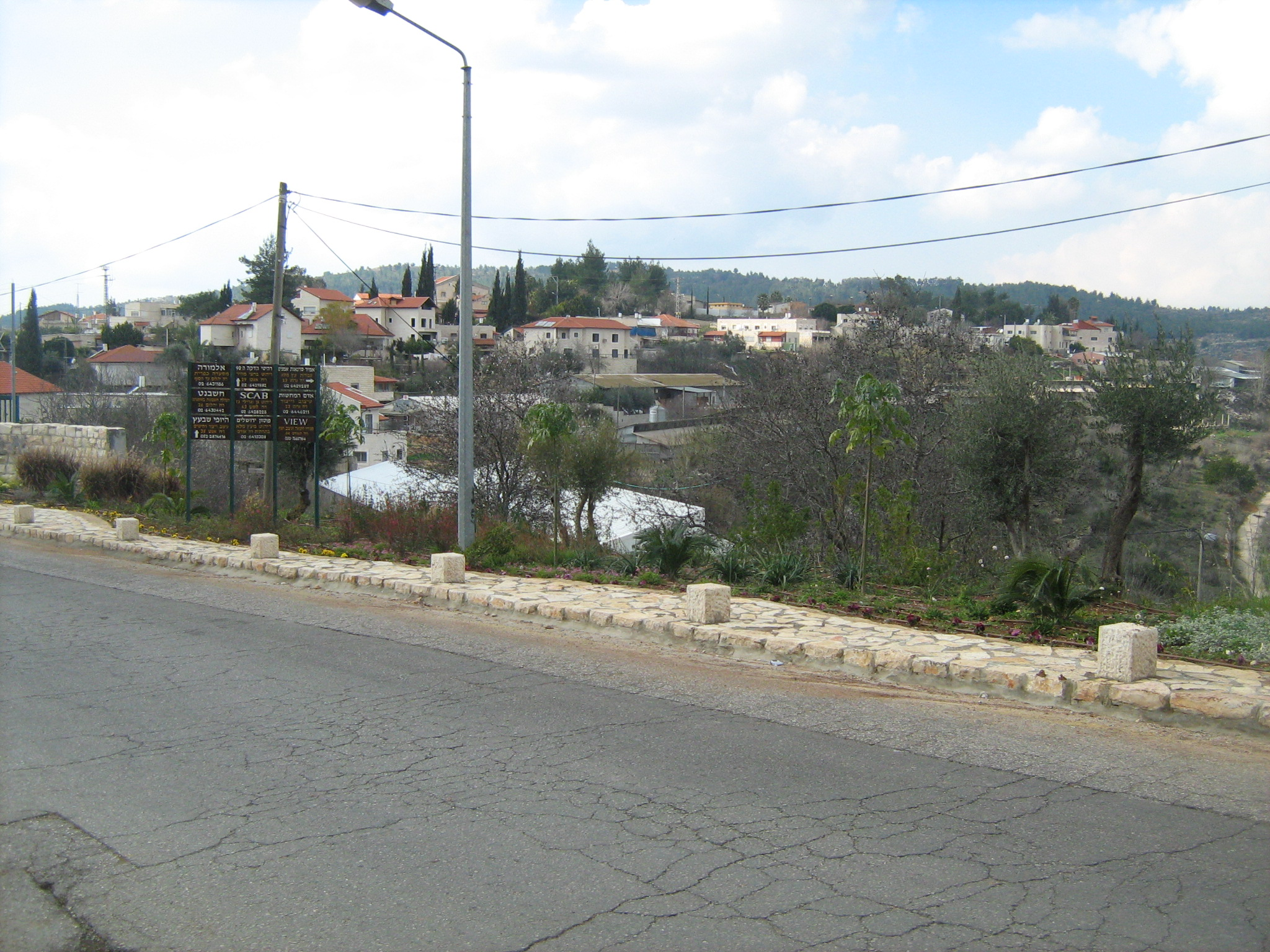
Celkový pohled na mošav Even Sapir

Even Sapir byl založen v roce 1950. Pojmenován je podle rabína Jacoba Saphira, který v 19. století působil v Jeruzalému a který napsal knihu nazvanou Even Sapir.
Ke zřízení mošavu došlo 6. května 1950 a jeho zakladateli byli Židé z Jemenu, Maroka a Kurdistánu. Později byla na pozemcích východně od vesnice zbudována velká nemocnice Hadasa.

## Demografie

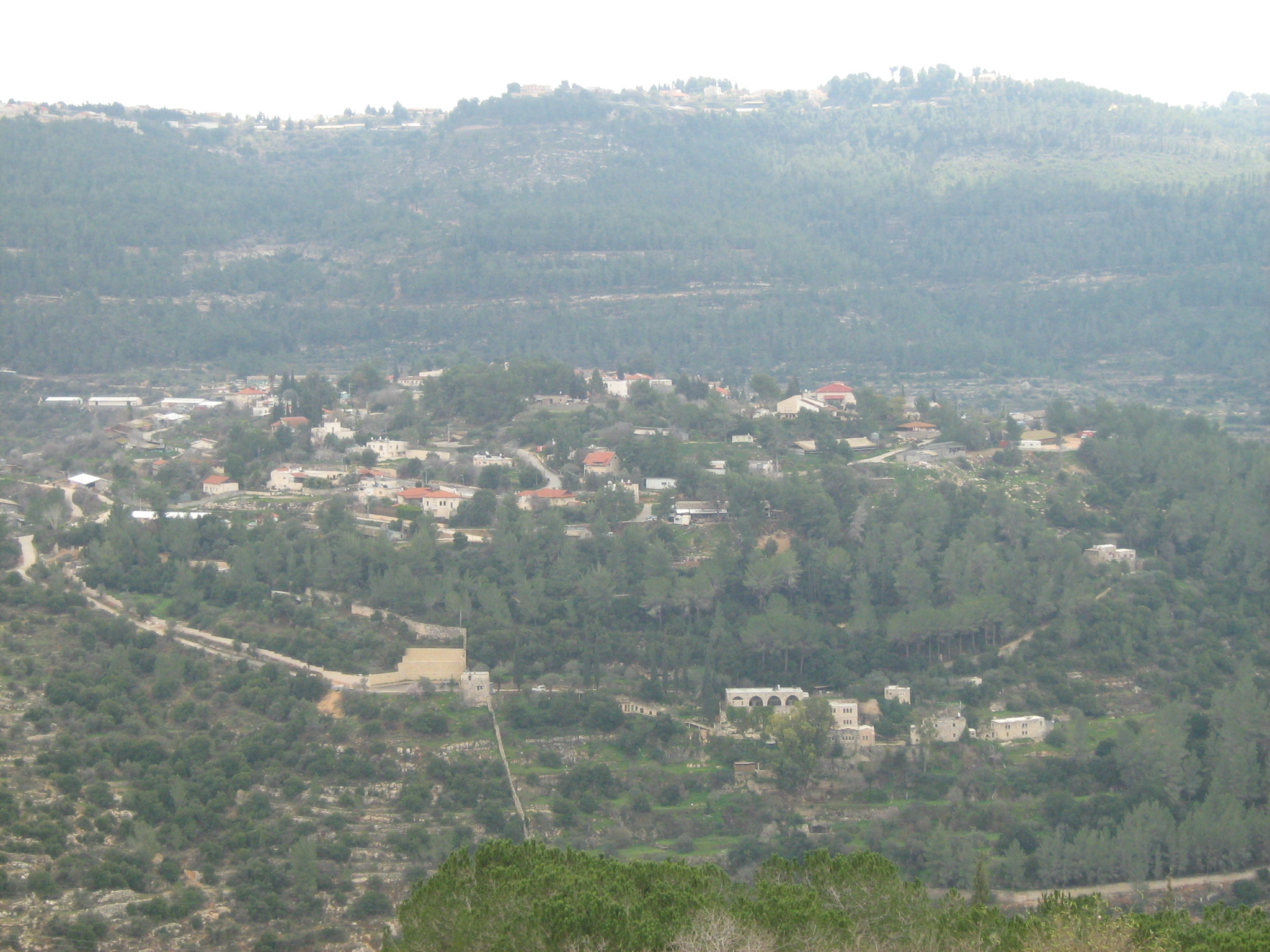
Celkový pohled na mošav Even Sapir a okolní krajinu

Podle údajů z roku 2014 tvořili naprostou většinu obyvatel v Even Sapir Židé (včetně statistické kategorie „ostatní“, která zahrnuje nearabské obyvatele židovského původu ale bez formální příslušnosti k židovskému náboženství).
Jde o menší obec vesnického typu s dlouhodobě mírně rostoucí populací. K 31. prosinci 2014 zde žilo 722 lidí. Během roku 2014 populace stoupla o 2,1 %.
| Rok  | Obyvatelé |
| ---- | --------- |
| 1961 | 359       |
| 1972 | 473       |
| 1983 | 471       |
| 1995 | 578       |
| 2001 | 579       |
| 2003 | 602       |
| 2004 | 630       |
| 2005 | 640       |
| 2006 | 654       |
| 2007 | 653       |
| 2008 | 634       |
| 2009 | 657       |
| 2010 | 657       |
| 2011 | 667       |
| 2012 | 679       |
| 2013 | 707       |
| 2014 | 722       |
| 2015 | 740       |
| 2016 | 730       |
| 2017 | 728       |